# Dichotomius punctatostriatus
Dichotomius punctatostriatus là một loài bọ cánh cứng trong họ Bọ hung (Scarabaeidae).